# كازواكي كيريا
كازواكي كيريا (باليابانية: 紀里谷和明 ) (و. 1968  م) هو مصور، ومخرج أفلام، وكاتب سيناريو، ومونتير ياباني.

## وصلات خارجية
- كازواكي كيريا على موقع IMDb (الإنجليزية)
- كازواكي كيريا على موقع ألو سيني (الفرنسية)
- كازواكي كيريا على موقع ميوزك برينز (الإنجليزية)
- كازواكي كيريا على موقع أول موفي (الإنجليزية)
- كازواكي كيريا على موقع قاعدة بيانات الأفلام السويدية (السويدية)
- كازواكي كيريا على موقع ديسكوغز (الإنجليزية)
- كازواكي كيريا على موقع قاعدة بيانات الفيلم (الإنجليزية)
- كازواكي كيريا على موقع كينوبويسك (الروسية)